# قیک پائین
قیک پائین یا قیک سفلی روستایی در دهستان درمیان بخش مرکزی شهرستان درمیان استان خراسان جنوبی ایران است. بر پایه سرشماری عمومی نفوس و مسکن در سال ۱۳۹۰ جمعیت این روستا ۹۴ نفر (در ۲۵ خانوار) بوده است.